# Vélie
Vélie (en rus: Велье) és un poble de l'óblast de Leningrad, a Rússia, pertany al districte rural de Boksitogorski. El 2017 tenia 15 habitant.